# Cal Ninot
Cal Ninot és una obra de Cervera (Segarra) protegida com a Bé Cultural d'Interès Local.

## Descripció
Situat al nucli antic de la ciutat, formant part dels edificis que envolten la plaça Major, característica pels seus porxos. Edifici plurifamiliar entre mitgeres desenvolupat en planta baixa amb voltes, dues plantes i golfes. La planta baixa surt al carreró Buidasacs i les voltes estan sostingudes per columnes cilíndriques amb base i capitell de pedra i jàsseres de fusta. La façana està dividida verticalment en dos registres, el de l'esquerra més ample. Entre els balcons del primer i segon pis hi ha uns senzills esgrafiats, que sobresurten en l'estuc groc pàl·lid de la façana. Finalment, les golfes estan definides per dues finestres quadrangulars.